# 修文站
修文站位于山西省晋中市榆次区修文镇，是南同蒲铁路与太焦铁路汇合处的车站，始建于1933年，距离太原站37公里，距离华山站491公里，隶属于中国铁路太原局集团，现为三等站。
车站由榆次站管理，主要担负南同蒲线、太焦线旅客列车的通过；南同蒲线、太焦线货物列车的通过、会让任务及本站货物列车的到发作业，设有2条正线、1条到发线。

## 車站周邊
- 晋中市修文镇国税局
- 晋中市榆次区修文镇中心幼儿园
- 修文小学
- 中国邮政储蓄银行修文邮政支局
- 晋中市修文法庭
- 晋中修文工业园区旅店

## 外部連結
- 中国铁路客户服务中心（页面存档备份，存于）

1. ↑  康刘. . 工程技术与管理. 2020  [2024-11-11]. doi:10.26549/gcjsygl.v4i15.6161. （原始内容存档于2024-11-11） –新加坡协同出版社.